# Ulrich Venzlaff
Ulrich Venzlaff (* 8. Dezember 1921 in Luckenwalde; † 6. September 2013 in Göttingen) war ein deutscher Psychiater.

## Werdegang
Venzlaff, Sohn von Elise Venzlaff, geborene Stein, und des promovierten Studienrats Wilhelm Venzlaff, wurde 1945 zum Dr. med. promoviert, war nach seiner 1956 erfolgten Habilitation ab 1956 Privatdozent. Von 1951 bis 1968 war er Assistent und (ab 1958) Oberarzt, ab 1962 außerplanmäßiger Professor an der Universitäts-Nervenklinik der Universität Göttingen. Ab 1965 hielt er sich als Gastprofessor in den Vereinigten Staaten auf und lehrte an der Wayne State University in Detroit, der State University of New York, der Columbia University, am Albert Einstein College of Medicine in New York sowie der Michigan University. Von 1969 bis 1986 war er Leitender Medizinaldirektor und Direktor des Niedersächsischen Landeskrankenhauses Göttingen.
Schwerpunkte seiner Arbeit waren die Verbesserung der psychiatrischen Versorgung, die Entwicklung der Forensischen Psychiatrie unter wissenschaftlichen und therapeutischen Aspekten sowie die Behandlung traumatisierter Personen aus der Zeit des Nationalsozialismus. Diesen Themenkomplex behandelte 1964 auch seine Veröffentlichung Mental disorders resulting from racial persecution outside of concentration camps.
Er war seit 1970 korrespondierendes Mitglied der Australian Academy of Forensic Sciences.
Venzlaff war evangelisch und seit 1945 mit Ingeborg Venzlaff, geborene Specht, verheiratet.

## Ehrungen
- 1987: Bundesverdienstkreuz am Bande
- 1987: Ehrenplakette der Ärztekammer Niedersachsen
- 2001: Beccaria-Medaille in Gold

## Veröffentlichungen (Auswahl)
- Die psychoreaktiven Störungen nach entschädigungspflichtigen Ereignissen – Die sogenannten Unfallneurosen. 1958.
- Erlebnishintergrund und Dynamik seelischer Verfolgungsschäden. In: Paul/Herberg (Hrsg.): Psychische Spätschäden und politische Verfolgung. Basel / New York 1963.
- Neurologische Erkrankungen. In: Südhoff/Tischendorf/Klostermann (Hrsg.): Der diagnostische Blick. 1964.
- Die Wirbelsäule als Projektionsfeld psychischer Krankheiten. In: Trostdorf/Stender (Hrsg.): Wirbelsäule und Nervensystem. 1970.
- Psychiatrische Krankheiten. Der unruhige Kranke. Psychopharmaka. In: Südhoff (Hrsg.): Therapie – Ein kurzes Handbuch. 2. Auflage. 1978.